# Abel Prieto
Abel Enrique Prieto Jiménez (Pinar del Río, Cuba, 11 de noviembre de 1950) es un profesor, cuentista, escritor y político cubano. Ministro de Cultura de Cuba en dos ocasiones y actual Presidente de la Casa de las Américas, desde 2019.

## Biografía

### Orígenes y carrera
Abel Enrique Prieto Jiménez nació el 11 de noviembre de 1950, en la ciudad de Pinar del Río, Cuba. Estudió Letras Hispánicas en la Universidad de La Habana y posteriormente ejerció como profesor de Literatura. 
Fue director de la Editorial Letras Cubanas. Nombrado presidente de la Unión de Escritores y Artistas de Cuba, pasó luego a ser Ministro de Cultura.

### Obra
Fue autor de los relatos Los bitongos y los guapos (1980) y Noche de sábado (1989). En 1999 publicó la novela El vuelo del gato.

### Ministro de Cultura
Fue ministro de cultura desde 1997 hasta marzo de 2012, cuando fue designado asesor del entonces presidente cubano Raúl Castro.
Volvió a ser Ministro de Cultura de manera interina entre 2016 y 2018. En 2019, pasó a ser Presidente de la Casa de las Américas.

## Sobre su ministerio
En su libro Música y Revolución, Robin D. Moore afirma que, como ministro de Cultura, Prieto "apoyó una mayor movilidad internacional de los artistas y les concedió mayor autonomía en la concesión de licencias para sus obras en el extranjero. Defendió la libre circulación de películas controvertidas como Guantanamera y la creación de estatuas a figuras como John Lennon".